# ركبة الجاثي الشمالية

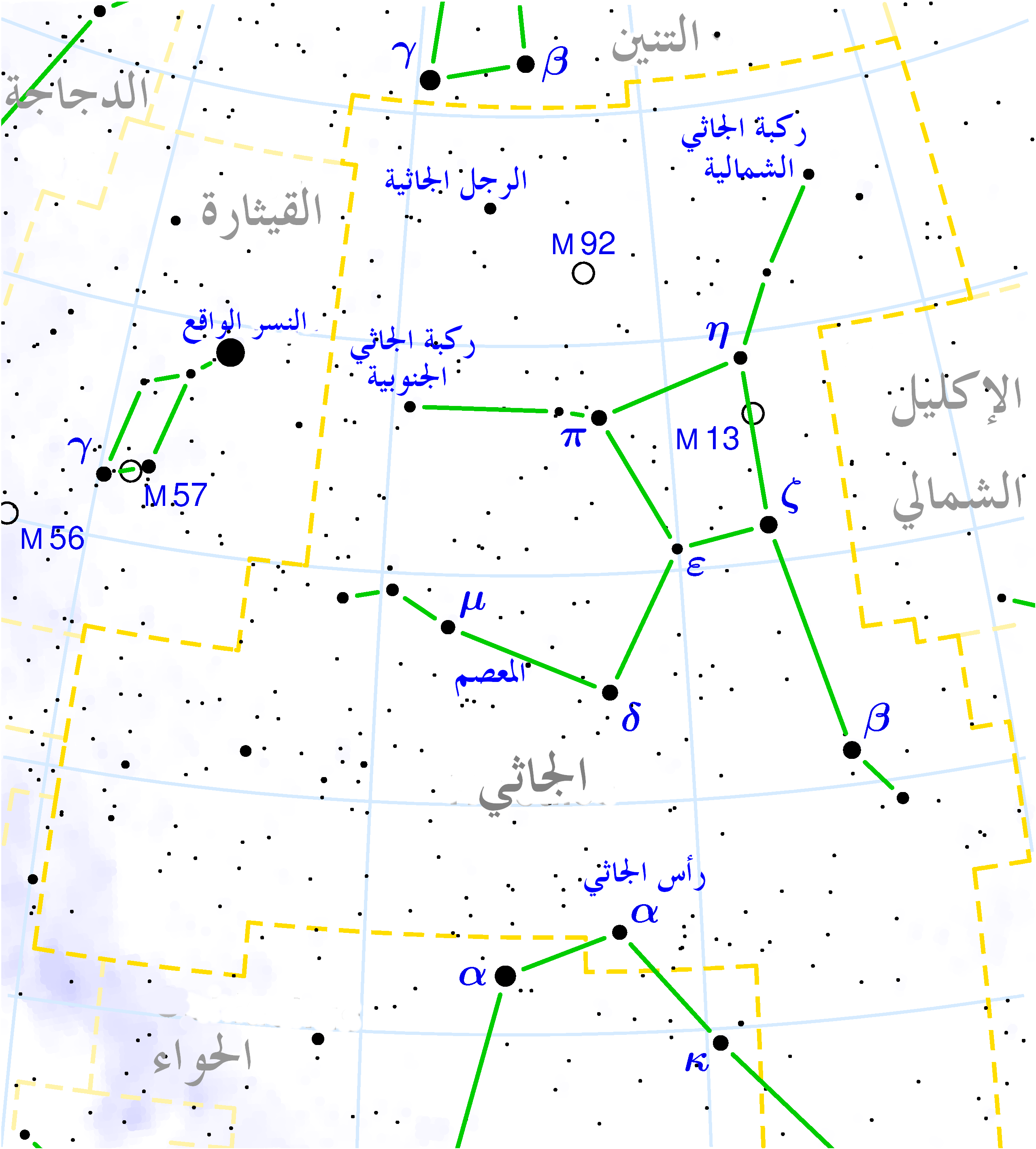
كوكبة الجاثي، حيث يظهر نجم ركبة الجاثي الشمالية

ركبة الجاثي الشمالية (بالإنجليزية: Rukbalgethi Shemali أو Tau Herculis)‏ نجم تابع لكوكبة الجاثي، يبعد 314 سنة ضوئية عن الأرض. يعدّه الفلكيون نجمًا عملاقًا أزرق-أبيض.